# Плетниха (Новгородська область)
Плетниха (рос. Плетниха) — присілок в Новгородському районі Новгородської області Російської Федерації.
Населення становить 132 особи. Входить до складу муніципального утворення Єрмолинське сільське поселення.

## Історія
Від 2004 року входить до складу муніципального утворення Єрмолинське сільське поселення.

## Населення
| 2010 |
| ---- |
| 132  |